# Гамма-дельта T-клітини

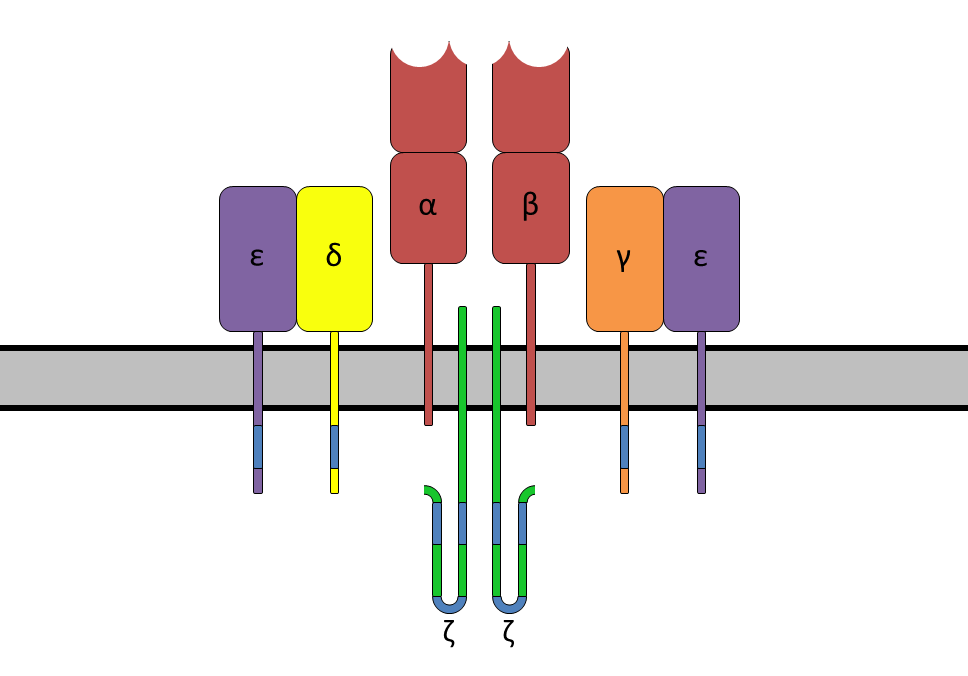
Можливі комплекси рецепторів T-клітин

γδ T-клітини — агранулярні лейкоцити, що знаходяться в слизових оболонках та шкірі. Масова частка γδ T-клітин, від загального числа Т-лімфоцитів, становить 5-10%. 
Рецептор антигенів на поверхні мембрани у γδ T-клітин представлений гетеродимером γδ (γδTCR), на відміну від αβ T-клітин, що несуть на своїй поверхні αβTCR. Ці клітини впізнають непроцесовані антигени, білки теплового шоку та ліпідні антигени в комплексі з CD1. Поверхневими маркерами γδ T-клітин є γδTCR, CD3, а ефекторними секреторними молекулами — IFNγ, IL-17A, IL-17F, IL-22.